# Karl Ivanovitch Weber

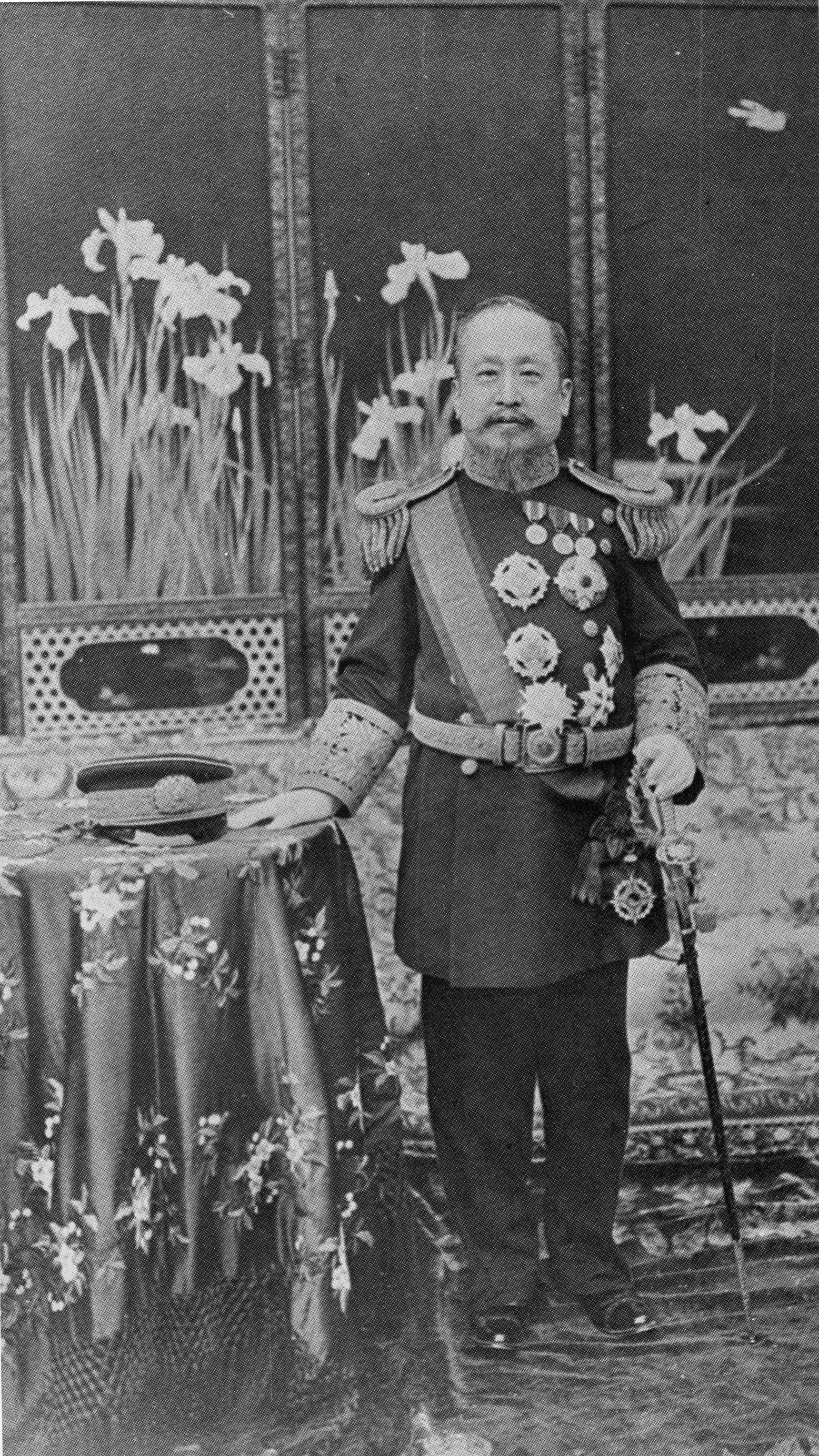
Le roi Kojong.

Karl Ivanovitch Weber ou Carl von Waeber (17 juin 1841 - 8 janvier 1910) est un diplomate de l'empire de Russie qui fut un ami personnel du roi coréen Gojong. Il est surtout connu pour avoir été le premier consul général de Russie en Corée de 1885 à 1897,.

## Enfance et formation
Weber est issu d'une famille de classe moyenne, et exprime très tôt un intérêt pour l'histoire de l'Asie dès son plus jeune âge. Il sort diplômé de l'Université de Saint-Pétersbourg en 1865 et rejoint le service diplomatique l'année suivante. Son premier poste à l'étranger se base à Pékin. Il devient par la suite consul de Russie à Tianjin en 1882.

## En Corée
Weber signe le traité d'amitié et de commerce russo-coréen le 25 juin 1884, puis il devient l'année suivante le premier représentant officiel de Russie en Corée. Il s'installe ainsi à Séoul avec sa femme et une domestique alsacienne, Antoinette Sontag,. Sa femme se brouille personnellement avec différents membres des communautés russes et allemandes de Séoul. Elle est en particulier soupçonnée d'être à l'origine de rumeurs disant que le consul allemand Ferdinand Krien organisait des orgies au sein de la légation allemande. Dès le début de son service, Weber se lie d'amitié avec le roi coréen Kojong, et, lorsque le gouvernement russe fait savoir sa volonté de muter Weber dans un autre pays, le roi Gojong écrit une lettre au tsar Nicolas II de Russie, datée du 2 juillet 1895, dans laquelle il salue la sagesse de Weber et il demande à ce qu'il soit permis à ce dernier de rester plus longtemps en Corée. Sa requête est entendue et le remplaçant prévu de Weber, Alexei Speyer, est finalement posté à Tokyo au Japon. 
À la suite de l'assassinat de la reine Min en 1895, Weber offre personnellement à Gojong la possibilité de se réfugier dans le bâtiment de la légation russe à Jeongdong (actuel arrondissement de Jung-gu) où le souverain vit de février 1896 à février 1897. Cette période marque l'apogée de l'influence russe en Corée. Weber persuada Gojong de former un gouvernement pro-russe mené par Yi Wan-Yong, Yi Beom-Jin, Yi Yun-Yong, et, en mai 1895, il signe le traité Komura-Weber avec son homologue japonais Komura Jutarō, garantissant à la Russie le droit de stationner quatre compagnies militaires dans la péninsule coréenne, et obligeant les Japonais à reconnaitre le nouveau gouvernement. Gojong est aussi très impressionné par Antoinette Sontag, la domestique de Weber, et l'emploie à son service dès son retour au palais.

## Fin de vie
Speyer remplace finalement Weber en septembre 1897, qui rentre à Saint-Pétersbourg. Weber fait une visite officielle à Séoul en avril 1903, à la veille de la guerre russo-japonaise, et s'entretient avec Gojong. Il est récipiendaire de l'ordre de Saint-André, le plus important ordre honorifique russe. Il meurt et est enterré à Radebeul en Allemagne. Sa tombe est dessinée par Otto Rometsch et Adolph Suppes, avec des sculptures de Ernst Thalheim.